# Donald Davidson
Donald Herbert Davidson, född 6 mars 1917, död 30 augusti 2003, var en amerikansk filosof vars arbete fått tämligen stort inflytande över alla filosofins områden från 1960 och framåt, i synnerhet inom medvetandefilosofin samt språkfilosofin. Även om merparten av hans arbete varit i form av korta essäer som inte stödjer sig på en större teori är hans verk ändå utmärkande för att innehålla samma metoder och tankesätt oavsett problemen som behandlas samt för sin sammansmältning av arbeten från ett stort antal filosofer såsom Aristoteles, Kant, Wittgenstein, Frank P. Ramsey, W.V. Quine och Anscombe.
I Mental Events (1970) ämnar D. Davidson förena en materialistisk och en icke-reduktionistisk syn på kropp-medvetande-frågan. På så sätt tänker han sig att den fria viljan går att försvara. Davidson börjar med att sätta upp tre principer som han menar är, var för sig, svåra att inte anse som självklara:
a)	Det finns åtminstone några mentala händelser (mental events) som interagerar kausalt med fysiska händelser. 
b)	Om kausalitet råder, så måste det även finnas strikta deterministiska lagar.
c)	Det finns inga deterministiska lagar som kan hjälpa oss att förklara eller förutse mentala händelser.
Det förefaller dock uppenbart att de tre principerna tillsammans är inkonsistenta och Davidsons syfte med artikeln är att visa att så inte är fallet, och detta genom att föra fram sin teori om anomal monism (AM).
Till att börja med introducerar D. begreppet ”händelse” (events) som han menar är unika, icke upprepbara, daterade individer och dessutom är varje mental händelse identiskt med en fysisk händelse. En svårighet blir dock att alla fysiska händelser går att beskriva som mentala, men det gör ingenting menar Davidson, eftersom det bara ökar bevisbördan för teorin. Den avgörande frågan är hur man väljer att beskriva händelsen och det kritiska är att två händelser kan instantiera en lag under en viss beskrivning men kanske inte under en annan. Vad är det då för skillnad mellan olika beskrivningar? Enligt Davidson så duger endast den terminologin som skulle begagnas av en idealiserad (teoretisk) fysik för att formulera strika lagar. Detta eftersom fysiken är ett slutet system. Alla beskrivningar i dess begreppsdomän är helt och hållet extensionella och pekar otvetydigt på ett visst objekt i rumtiden (här får Davidson antagligen göra en viss korrektion för kvantfysiken, men principen håller även där). En helt annan bild råder för psykologin. Behaviorismen har redan visat oss misslyckandet med att försöka definiera människan i objektivt operationella termer. För att förstå människan måste vi tvärtom anlägga ett holistiskt perspektiv. Vi måste inbegripa hennes förståelsehorisont vilket vi gör genom att anta att hennes önskningar och trosföreställningar i huvudsak är rationella och konsistenta. Detta är ju en tolkningsfråga, och som sådan benägen att förändras i ljuset av nya fakta. Beskrivningen av mänskliga aktiviteter kan alltså aldrig en gång för alla fixeras och definieras, vilket ju låter sig göras för accelerationen för en massa som faller fritt. Vi förstår nu hur Davidson får ihop de tre principerna ovan: om en mental händelse M orsakar en fysisk händelse F så måste en strikt lag instantieras, men denna lag kan inte använda sig av beskrivning av M eftersom den är mental utan måste istället karaktärisera M i fysikaliska termer. 

## Böcker utgivna på svenska
- 2004 – Språk, tanke och handling ISBN 91-7235-033-4